# Ángulo diedro

El angulo diedro entre dos planos α y β, es el menor ángulo que forman las intersecciones de dichos planos con un tercer plano perpendicular a ambos.

Un ángulo diedro (del griego δύο 'dos' y ἕδρα 'asiento') es cada una de las dos partes del espacio delimitadas por dos semiplanos que parten de una arista común.  Es un concepto geométrico ideal y solo es posible representarlo parcialmente como dos paralelogramos con un lado común, que simbolizan dos semiplanos.
El valor de un ángulo diedro es la amplitud del menor ángulo posible que conforman dos semirrectas pertenecientes una a cada semiplano. Se obtiene tomando un plano auxiliar perpendicular a la recta común, siendo la apertura de las semirrectas intersección la medida del ángulo diedro. En geometría descriptiva se utilizan como planos de referencia los que forman un ángulo diedro de 90°.